# Danny Buijs
Danny Buijs (Dordrecht, 21 de junho de 1982) é um treinador e ex-futebolista neerlandês que atuava como meio-campista. Atualmente comanda o Fortuna Sittard.

## Carreira Profissional
Buijs começou jogando futebol em diferentes times das divisões de base do Feyenoord, mas iniciou sua carreira profissional defendendo o clube satélite Excelsior. Em 2004, ele foi emprestado ao FC Groningen, onde pode manter boas atuações até ser integrado em definitivo ao Feyenoord em 30 de agosto de 2006.

## Estatísticas
| Temporada | Clube        | País          | Liga | Gols |
| --------- | ------------ | ------------- | ---- | ---- |
| 2001/02   | Excelsior    | Países Baixos | 4    | 1    |
| 2002/03   | Excelsior    | Países Baixos | 26   | 0    |
| 2003/04   | Excelsior    | Países Baixos | 34   | 8    |
| 2004/05   | FC Groningen | Países Baixos | 39   | 2    |
| 2005/06   | FC Groningen | Países Baixos | 34   | 6    |
| 2006/07   | FC Groningen | Países Baixos | 2    | 0    |
| 2006/07   | Feyenoord    | Países Baixos | 24   | 4    |
| 2007/08   | Feyenoord    | Países Baixos | 0    | 0    |
| Total     |              |               | 163  | 21   |